# Церква Феодосія Печерського

Церква Феодосія Печерського — пам'ятка архітектури, зведена в стилі українського бароко поблизу Києво-Печерської лаври наприкінці XVII ст. Знаходиться за межами лаврських мурів, але належить до Лаври і заповідника. Збудована на честь одного із засновників монастиря Феодосія Печерського.
В теперішній час церква належить Православній церкві України.

## Історія
Церкву побудували у 1698—1700 роках коштом козацького полковника Костянтина Мокієвського на місті дерев'яної церкви, побудованої у І половині XVII ст. Храм належав Києво-Печерській лаврі. Після спорудження Печерської фортеці церква перейшла в розпорядження єпархіяльного керівництва.
У 1830 році церква була оточена будівлями і цегляною огорожею з брамою.
Під час Другої світової війни церква значно постраждала від пожежі. У 1960-ті роки були проведені реставраційні роботи. У церкві встановили новий іконостас.

## Архітектура
За своїм типом споруда належить до українських трикамерних церков і закінчується трьома високими банями. Фасади прикрашені у стилі українського бароко. Північний і південний фасад мають по три видовжені віконних отвори, над ними розташовувалися зображення святих. У два яруси розташовано невеличкі вікна, прикрашені складною лиштвою і трикутними сандриками. Живопис у церкві не зберігся.